# Saskia Esken
Saskia Esken (født 28. august 1961 i Stuttgart) er en tysk politiker (SPD).

## Politisk karriere
I 2013 blev hun repræsentant for Forbundsdagen.
Ved valget til SPD-formandskabet i 2019 stillede Esken op sammen med den tidligere finansminister i Nordrhein-Westfalen Norbert Walter-Borjans.
Ved valget i november 2019 vandt Esken og Walter-Borjans mod Geywitz og Scholz.

## Weblinks
- Wikimedia Commons har flere filer relateret til Saskia Esken
- hjemmeside